# Ertvelde
Ertvelde is een dorp in de Belgische provincie Oost-Vlaanderen en een deelgemeente van Evergem, het was een zelfstandige gemeente tot aan de gemeentelijke herindeling van 1977. Ertvelde ligt in de Gentse Kanaalzone, op de grens tussen het Gentse Houtland en het Meetjesland.

## Geschiedenis
De vroegste vermelding van Ertvelde dateert van 1167 onder de naam Artevelde. Een oorkonde van 1182 spreekt graaf van Vlaanderen Filips van de Elzas over een "villa de Arthevelde", wat een veel oudere structuur zou doen vermoeden. De ontginning van Ertvelde begon vermoedelijk in de 12e eeuw. Ertvelde maakte deel uit van het Ambacht Assenede in de Vier Ambachten, grotendeels toebehorend aan de graven van Vlaanderen, die het in 1649 verkochten aan de heren della Faille. De burggraven, die vanaf de 12e eeuw worden vermeld, lieten aan de Burggravenstroom een mottekasteel bouwen op de "Hoge Wal", dat vernield werd bij de Gentse opstand in 1385.
Op kerkelijk gebied ontstond de parochie in de 12e eeuw uit de moederparochie Assenede. In 1232 werd de afbakening van de parochies Ertvelde en Kluizen vastgelegd. De kerk, toegewijd aan Onze-Lieve-Vrouw, was een villakerk of eigenkerk van de burggraaf van Gent. De burggraaf van Gent oefende tot het einde van het ancien régime het patronaatschap over de kerk uit. De parochie maakte voor 1570 deel uit van het bisdom Utrecht, nadien van het bisdom Gent, dekenij Evergem.
Bij de opstanden van de Gentenaars tegen het centrale gezag in 1385 en 1488-93 had de gemeente sterk te lijden. Bij de strafexpeditie van de Franse koning tegen het opstandige Gent in 1385 bezette het Franse leger Ertvelde. Het "kasteel" van de burggraaf werd vernield en het dorp volledig ontredderd. Ook bij de gevechten tegen hertog Filips de Goede werd Ertvelde volledig verwoest. In de 16e eeuw werd het dusdanig geteisterd dat er een ware ontvolking van de streek volgde. Eind 17e en begin 18e eeuw leed de gemeente onder de Franse veroveringsoorlogen.
Tijdens de Eerste Wereldoorlog werden door de Duitsers in Ertvelde en Kluizen bunkers gebouwd voor de Hollandstelling, een versterkte linie ter verdediging van de landgrens. Verscheidene van deze bunkers zijn bewaard.
Door zijn ligging aan het kanaal Gent-Terneuzen had Ertvelde veel te lijden tijdens de Tweede Wereldoorlog. De kerktoren van Ertvelde werd opgeblazen en tijdens de bombardementen in 1944 vernielde de Amerikaanse luchtmacht de Duitse benzinevoorraden in de industriezone van Rieme en werd een groot deel van de parochie vernield.
In 1965 werd de gemeente Kluizen aangehecht. In 1977 werd Ertvelde op zijn beurt een deelgemeente van Evergem. Voordien was de postcode 9068.

## Demografische ontwikkeling
- Bronnen:NIS, Opm:1831 tot en met 1970=volkstellingen; 1976 = inwoneraantal op 31 december
- 1970*: aanhechting van Kluizen in 1965

## Bezienswaardigheden

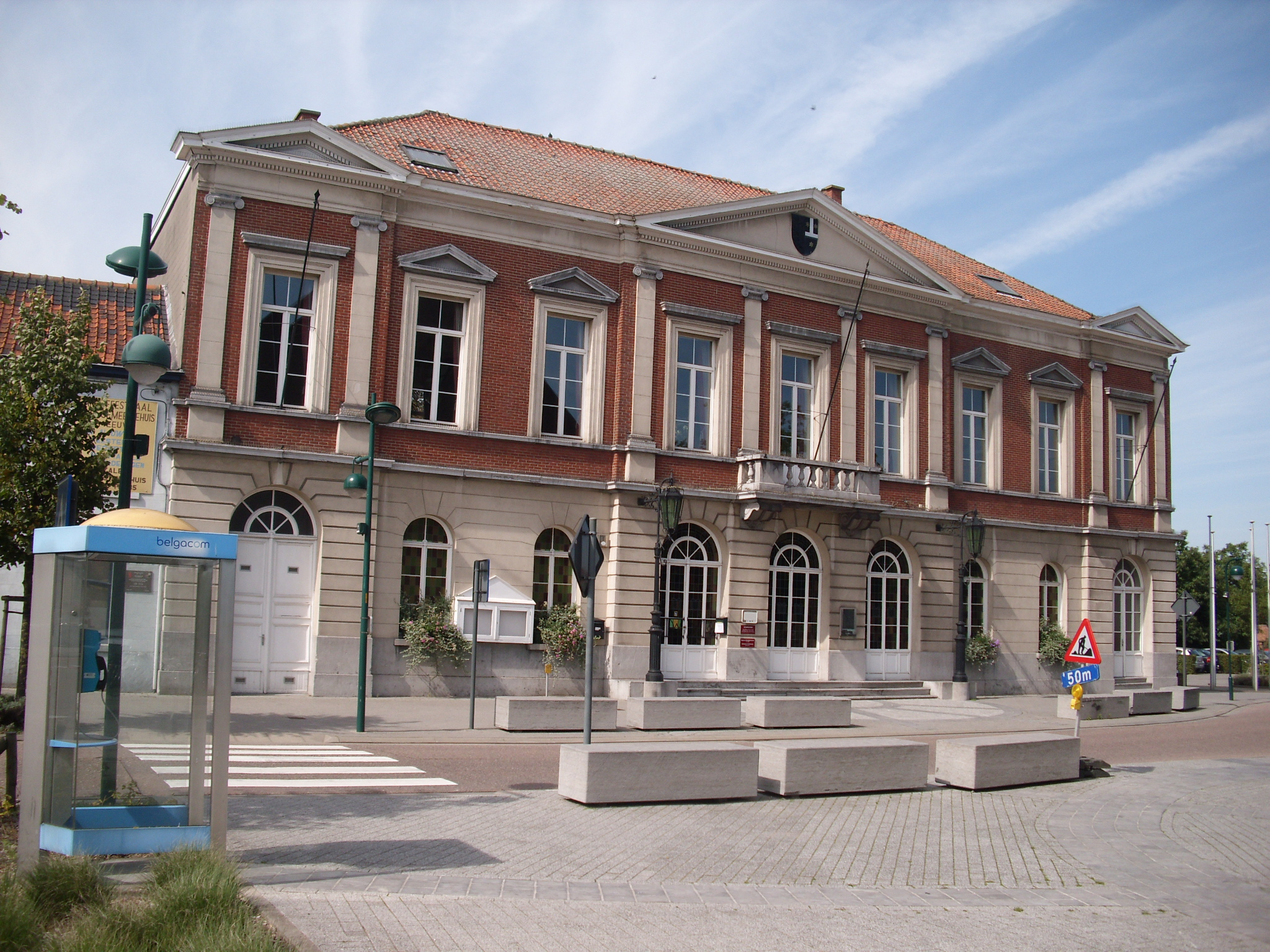
Gemeentehuis uit 1870

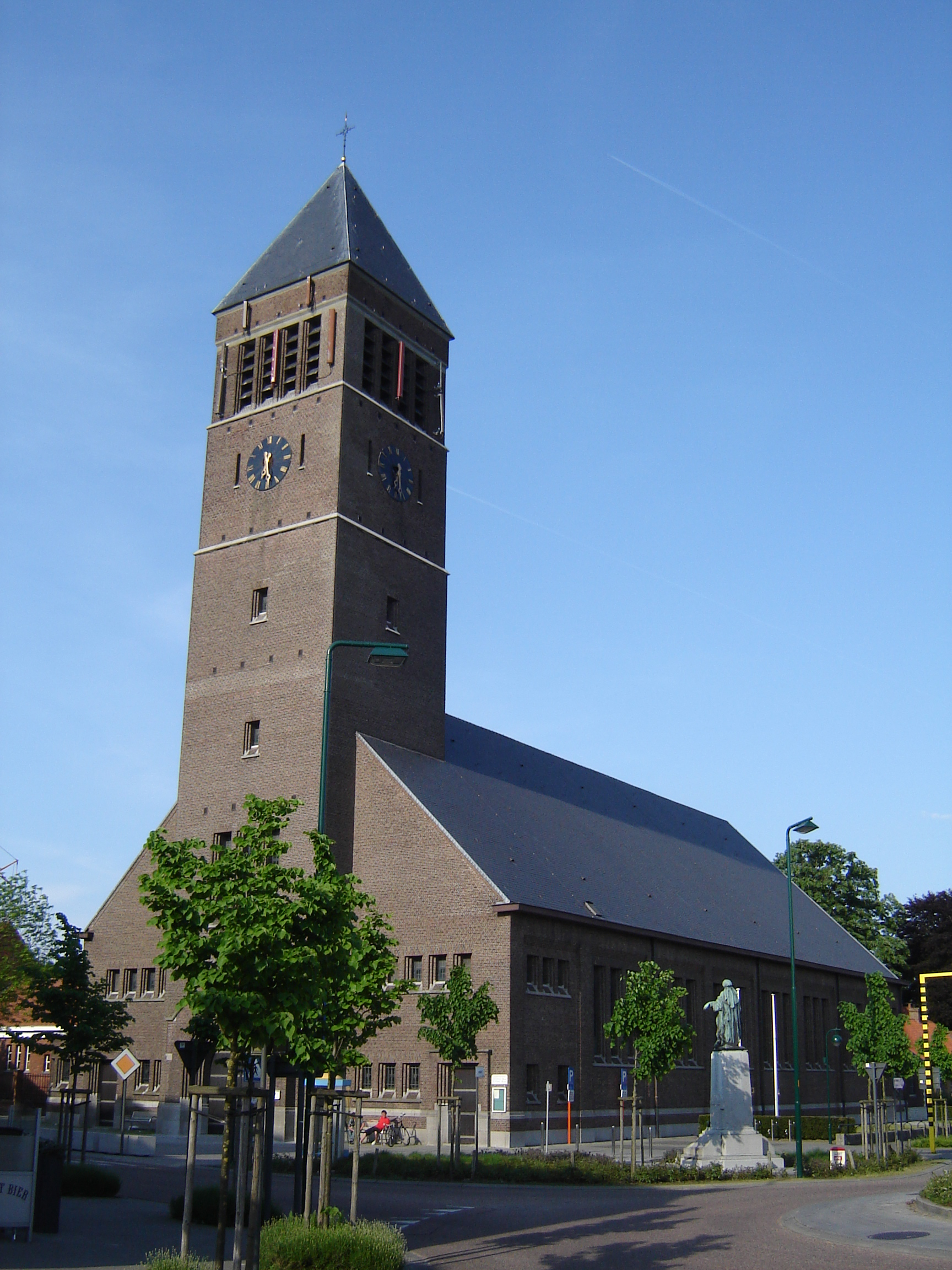
Onze-Lieve-Vrouw Hemelvaartkerk

- het mottekasteel Hoge Wal: het is een van de best bewaarde mottekastelen van Vlaanderen en was de karakteristieke woonst van de toenmalige middelhoge adel van Vlaanderen. In de jaren 1970 werden enkele kleinschalige opgravingen gedaan waarvan de vondsten kunnen bezichtigd worden in het vroegere Ertveldse gemeentehuis. In 2008 startten de werken om de site op geschiedkundig vlak te herstellen en in 2009 was het een van de vijf laureaten voor de Vlaamse Monumentenprijs.

- het gemeentehuis: het neoclassicistisch gemeentehuis uit 1870 dat gebouwd werd onder leiding van architect Perry-Montigny en het oude gemeentehuis dateert uit de 18e eeuw en in gebruik was van 1840 tot 1870. Het werd in de 20e eeuw nog verbouwd.

- De Onze-Lieve-Vrouw-Hemelvaartkerk: Reeds in 1199 was er sprake van een kerk, maar de kerk kreeg het zowel tijdens de godsdienstoorlogen, de Eerste Wereldoorlog en Tweede Wereldoorlog hard te verduren. De huidige kerk dateert van 1954 en werd gebouwd onder leiding van architect H. Vaerwyck.

- De Stenen Molen en de rosmolen op hetzelfde molenerf, beide uit 1798 en maalvaardig hersteld door de huidige eigenaar.

- De Molen Buysse, een windmolenrestant bij Kluizen

- De 15e-eeuwse bedevaartplaats Onze-Lieve-Vrouw van Stoepe, een kapel met "miraculeus" Mariabeeld uit de 15e eeuw en ommegang met 15 kapelletjes. Jaarlijkse bedevaart tijdens de Stoepedagen : 8 tot 16 september.

- Het biermuseum, gelegen in de Kuipstraat, bevat een 5000-tal bierflesjes en 7000-tal bierglazen, dit is nu gesloten en de volledige verzameling is verhuisd.

## Natuur en landschap
Ertvelde ligt in Zandig Vlaanderen op een hoogte van ongeveer 7 meter. Belangrijke waterlopen zijn de Bellenstroom en de Averijvaart. 

## Diversen
Ertvelde was vooral bekend om zijn dancing of ‘feestpaleis’ Paris-Las Vegas, in het bezit van de Vlaamse charmezanger Eddy Wally. Wally trad er geregeld zelf op, en nodigde vaak semi-bekende zangers uit, wat muziekfans uit heel Vlaanderen aantrok. Enkele jaren geleden verkocht Wally het pand en kort nadien werd het terug heropend maar deze maal zonder het grote succes van Eddy Wally destijds. Na enige tijd werd de zaal gesloten, en het gebouw werd in februari 2005 afgebroken. Op deze plaats werd er nu een appartementsgebouw opgetrokken. Op een pleintje op de hoek van de Holstraat met het Marktplein, niet ver van de Achterstraat waar zijn dancing was gelegen, is er nu een gedenkteken opgesteld met een handtas, een verwijzing naar zijn verleden als marktkramer en de winkel van handtassen, naast de danszaal. Dit kreeg de benaming " Cherie" naar een oude hit van hem.
Verder is Ertvelde bekend door Brouwerij Van Steenberge, waar verschillende streekbieren van hoge gisting gebrouwen worden zoals Augustijn, Piraat, Gulden Draak en andere.

## Geboren
- Arthur Vermeersch (1858-1936), jezuïet, theoloog, moraalfilosoof

## Overleden
- Eric Verpaele

## Personen met een band met Ertvelde
- Eddy Wally

## Nabijgelegen kernen
Triest, Rieme, Kluizen, Oosteeklo
Deelgemeenten: Ertvelde · Evergem · Kluizen · Sleidinge

Overige dorpen: Belzele · Doornzele · Kerkbrugge-Langerbrugge · Rieme · Wippelgem

Wijken en gehuchten: Daasdonk · Hoeksken · Hulleken · Kerkbrugge · Langerbrugge · Meerbeke · Molenhoek · Oostmoer · Singel · Tervenen · Weegse · Zandeken

Belgische gemeenten · Arrondissement Gent · Oost-Vlaanderen · Vlaanderen